# الدوري البرازيلي الدرجة الرابعة
الدوري البرازيلي الدرجة الرابعة (بالبرتغالية: Campeonato Brasileiro de Futebol - Série D‏) هو الدوري الرابع في البرازيل، انشئ الدوري سنة 2009.

## وصلات خارجية
- Brazilian Football Confederation (CBF) (بالبرتغالية)